# Diplotaxis iguala
Diplotaxis iguala är en skalbaggsart som beskrevs av Patricia Vaurie 1960. Diplotaxis iguala ingår i släktet Diplotaxis och familjen Melolonthidae. Inga underarter finns listade i Catalogue of Life.